# Rio Choluteca
O rio Choluteca é um rio que atravessa o território das Honduras, na América Central. 
Nasce nos planaltos centrais e desemboca no golfo de Fonseca, no oceano Pacífico, após percorrer 349 km. O Rio ganhou notoriedade após a passagem do Furacão Mitch em 1998, que mudou o percurso do rio e tornou obsoleta a indestrutível Ponte Choluteca, construída com a mais avançada tecnologia de engenharia da época e que perdeu sua função uma vez que o rio não mais a atravessava. 